# Фесенко, Татьяна Ивановна
Татья́на Ива́новна Фесе́нко (13 февраля 1948 года, Ростов-на-Дону) — русская советская артистка балета, солистка Ленинградского Малого театра, балетный педагог. Заслуженная артистка РСФСР (1978).

## Биография
В 10 лет поступила в Минское хореографическое училище (среди её педагогов была Нина Млодзинская — ученица А. Я. Вагановой). Затем продолжила обучение в Ленинградском хореографическом училище имени А. Я. Вагановой (педагог - Елена Ширипина), по окончании которого с 1967 по 1990 годы выступала в Ленинградском Малом театре в классических и современных балетах, исполняла, в основном, лирические партии.
Работала преподавателем классического танца на кафедре режиссуры балета в Санкт-Петербургской консерватории имени Н. А. Римского — Корсакова, где в своё время получила высшее хореографическое образование, преподавала в Академии русского балета имени А. Я. Вагановой.
Совместно с В. Б. Островским возобновила балет И. И. Армсгеймера «Привал кавалерии» на сценах Харьковского театра оперы и балета (1990), Театра балета Кремлёвского дворца съездов и Львовского оперного театра (оба в 1991 году).
С 1994 года по настоящее время вместе со своим супругом Василием Островским (также бывшим солистом Малого театра оперы и балета) живёт и работает в Аргентине (город Росарио), где основала Академию Русского классического балета (La Academia de Ballet Clásico Ruso).

## Первая исполнительница партий в Ленинграде
- 25 декабря 1969 г — Избранница в одноактном балете И. Ф. Стравинского «Весна священная» (Картины языческой Руси в 2 частях), сценарий композитора совместно с Н. К. Рерихом, балетмейстеры Н. Д. Касаткина и В. Ю. Василёв[2]
- 9 декабря 1972 — Гаянэ в одноимённом балете в 4 актах А. И. Хачатуряна, сценарий и балетмейстер — Б. Я. Эйфман.
- 31 августа 1973 — Жизель в возобновлении постановки одноимённого балета А. Адана, балетмейстер Н. А. Долгушин.
- 15 декабря 1973 — Сванильда в балете Л. Делиба «Коппелия», Балетмейстер — О. М. Виноградов.
- 30 июня 1974 — Ярославна в одноимённом балете (хореографические размышления в 3 действиях) Б. И. Тищенко по мотивам «Слова о полку Игореве». Режиссёр — Ю. П. Любимов. Сценарист, балетмейстер и художник — О. М. Виноградов.
- 29 ноября 1975 — Сильфида в одноимённом балете- пантомиме в 2 актах композитора. X. Левеншелля[3], хореография А. Бурнонвиля в редакции Э. М. фон Розен, декорации — С. А. Соломко, костюмы — О. М. Виноградов.
- 21 апреля 1976 — Джульетта в балете С. С. Прокофьева «Ромео и Джульетта», балетмейстер и художник О. М. Виноградов[4]
- 26 марта 1978 г. — Марина Мнишек в балете «Царь Борис», на музыку С. С. Прокофьева (кантата «Александр Невский») балетмейстер и либретто Н. Н. Боярчиков[5]
- 1980 — Одетта-Одиллия в новой постановке балета П. И. Чайковского «Лебединое озеро», балетмейстер Н. Н. Боярчиков.
- 28 декабря 1981 г. — Эсмеральда в новой постановке одноимённого балета Ц. Пуни. Постановка по мотивам редакции Ж. Перро — М. Петипа. Балетмейстер — Н. Н. Боярчиков. Консультанты — Т. Вечеслова и П. Гусев. Художник — Т. Бруни.
- 1982 — Амалия в балете М. А. Минкова «Разбойники», сценарий и балетмейстер — Н. Н. Боярчиков.

## Другие партии
- 1964 — Офелия «Размышления», одноактный балет на музыку увертюры-фантазии П. И. Чайковского «Гамлет», сценарий и балетмейстер Н. А. Долгушин
- Солистка («Моцартиана»),
- Иранская красавица в балете «Семь красавиц» композитора К. Караева
- Солистка («Тени»),
- вариации («Пахита»).